# Basketligan 2003/2004
Basketligan 2003/2004 i basket.

## Grundserie
| Plats | Lag                       | Spelade | Vinster | Förluster | Poäng     | +/-  | Poäng |
| ----- | ------------------------- | ------- | ------- | --------- | --------- | ---- | ----- |
| 1     | Norrköping Dolphins       | 22      | 17      | 5         | 2253-2047 | +206 | 34    |
| 2     | Plannja Basket            | 22      | 16      | 6         | 2033-1837 | +196 | 32    |
| 3     | Sallén Basket             | 22      | 14      | 8         | 2068-1988 | +80  | 28    |
| 4     | Ockelbo BBK               | 22      | 13      | 9         | 2066-1980 | +86  | 26    |
| 5     | Solna Vikings             | 22      | 13      | 9         | 1976-1863 | +113 | 26    |
| 6     | Södertälje Kings          | 22      | 12      | 10        | 2027-1960 | +67  | 24    |
| 7     | Sundsvall Dragons         | 22      | 10      | 12        | 2084-2078 | +6   | 20    |
| 8     | Akropol BBK               | 22      | 10      | 12        | 2080-2083 | -3   | 20    |
| 9     | 08 Stockholm Human Rights | 22      | 10      | 12        | 1881-1959 | -78  | 20    |
| 10    | Jämtland Basket           | 22      | 9       | 13        | 1838-1859 | -21  | 18    |
| 11    | Helsingborg Pearls        | 22      | 6       | 16        | 1758-1933 | -175 | 12    |
| 12    | Malbas                    | 22      | 2       | 20        | 1810-2287 | -477 | 4     |

### A1
| Plats | Lag                 | Spelade | Vinster | Förluster | Poäng     | +/-  | Poäng |
| ----- | ------------------- | ------- | ------- | --------- | --------- | ---- | ----- |
| 1     | Plannja Basket      | 32      | 24      | 8         | 2951-2669 | +282 | 48    |
| 2     | Norrköping Dolphins | 32      | 21      | 11        | 3180-3023 | +157 | 42    |
| 3     | Södertälje Kings    | 32      | 18      | 14        | 2925-2812 | +113 | 36    |
| 4     | Solna Vikings       | 32      | 18      | 14        | 2916-2759 | +157 | 36    |
| 5     | Sallén Basket       | 32      | 18      | 14        | 2941-2925 | +16  | 36    |
| 6     | Ockelbo BBK         | 32      | 16      | 16        | 2939-2916 | +23  | 32    |

### A2
| Plats | Lag                       | Spelade | Vinster | Förluster | Poäng     | +/-  | Poäng |
| ----- | ------------------------- | ------- | ------- | --------- | --------- | ---- | ----- |
| 1     | Akropol BBK               | 32      | 19      | 13        | 2971-2910 | +61  | 38    |
| 2     | Jämtland Basket           | 32      | 16      | 16        | 2709-2663 | +46  | 32    |
| 3     | Sundsvall Dragons         | 32      | 16      | 16        | 3044-2982 | +62  | 32    |
| 4     | 08 Stockholm Human Rights | 32      | 15      | 17        | 2717-2794 | -77  | 30    |
| 5     | Helsingborg Pearls        | 32      | 9       | 23        | 2508-2744 | -236 | 18    |
| 6     | Malbas                    | 32      | 2       | 30        | 2658-3262 | -604 | 4     |

## SM-slutspel

### Åttondelsfinaler
| Datum                                           | Match                  | Resultat |
| ----------------------------------------------- | ---------------------- | -------- |
| Jämtland Basket - Sundsvall Dragons (1 - 2)     |                        |          |
| 2 mars 2004                                     | Jämtland - Sundsvall   | 103 - 84 |
| 6 mars 2004                                     | Sundsvall - Jämtland   | 95 - 89  |
| 8 mars 2004                                     | Jämtland - Sundsvall   | 81 - 98  |
| Ockelbo BBK - 08 Stockholm Human Rights (0 - 2) |                        |          |
| 2 mars 2004                                     | Ockelbo - 08 Stockholm | 69 - 77  |
| 4 mars 2004                                     | 08 Stockholm - Ockelbo | 91 - 82  |

### Kvartsfinaler
| Datum                                                   | Match                     | Resultat  |
| ------------------------------------------------------- | ------------------------- | --------- |
| Plannja Basket - Sundsvall Dragons (3 - 1)              |                           |           |
| 9 mars 2004                                             | Plannja - Sundsvall       | 96 - 84   |
| 12 mars 2004                                            | Sundsvall - Plannja       | 109 - 107 |
| 14 mars 2004                                            | Plannja - Sundsvall       | 105 - 90  |
| 17 mars 2004                                            | Sundsvall - Plannja       | 75 - 119  |
| Sallén Basket - Solna Vikings (0 - 3)                   |                           |           |
| 9 mars 2004                                             | Sallén - Solna            | 86 - 95   |
| 12 mars 2004                                            | Solna - Sallén            | 96 - 86   |
| 14 mars 2004                                            | Sallén - Solna            | 90 - 93   |
| Södertälje Kings - Akropol BBK (3 - 0)                  |                           |           |
| 9 mars 2004                                             | Södertälje - Akropol      | 111 - 77  |
| 12 mars 2004                                            | Akropol - Södertälje      | 78 - 104  |
| 14 mars 2004                                            | Södertälje - Akropol      | 101 - 84  |
| Norrköping Dolphins - 08 Stockholm Human Rights (3 - 0) |                           |           |
| 9 mars 2004                                             | Norrköping - 08 Stockholm | 120 - 83  |
| 11 mars 2004                                            | 08 Stockholm - Norrköping | 100 - 113 |
| 14 mars 2004                                            | Norrköping - 08 Stockholm | 91 - 89   |

### Semifinaler
| Datum                                          | Match                   | Resultat  |
| ---------------------------------------------- | ----------------------- | --------- |
| Plannja Basket - Solna Vikings (3 - 2)         |                         |           |
| 23 mars 2004                                   | Plannja - Solna         | 93 - 70   |
| 26 mars 2004                                   | Solna - Plannja         | 74 - 84   |
| 28 mars 2004                                   | Plannja - Solna         | 95 - 101  |
| 31 mars 2004                                   | Solna - Plannja         | 110 - 106 |
| 2 april 2004                                   | Plannja - Solna         | 101 - 75  |
| Norrköping Dolphins - Södertälje Kings (3 - 2) |                         |           |
| 23 mars 2004                                   | Norrköping - Södertälje | 112 - 101 |
| 26 mars 2004                                   | Södertälje - Norrköping | 103 - 94  |
| 28 mars 2004                                   | Norrköping - Södertälje | 89 - 88   |
| 30 mars 2004                                   | Södertälje - Norrköping | 95 - 92   |
| 2 april 2004                                   | Norrköping - Södertälje | 103 - 85  |

### Final
| Datum                                        | Match                | Resultat  |
| -------------------------------------------- | -------------------- | --------- |
| Plannja Basket - Norrköping Dolphins (4 - 1) |                      |           |
| 4 april 2004                                 | Plannja - Norrköping | 94 - 91   |
| 6 april 2004                                 | Norrköping - Plannja | 114 - 101 |
| 8 april 2004                                 | Plannja - Norrköping | 103 - 77  |
| 12 april 2004                                | Norrköping - Plannja | 82 - 89   |
| 14 april 2004                                | Plannja - Norrköping | 113 - 109 |

## Svenska mästarna
- Plannja Basket